# Ivan Hendrickx
Pour les articles homonymes, voir Hendrickx.
Ivan Hendrickx est un musicien néerlandais. Il est connu pour avoir été le batteur du groupe Epica l'année de la formation du groupe (en 2002).